# Maurice Tabard
Maurice Tabard (12. července 1897 – 23. února 1984) byl francouzský portrétní fotograf.

## Životopis
Začal studovat jako hudebník, ale nebyl příliš úspěšný, v sedmnácti letech jej otec vzal s sebou do USA, kde jej nechal zapsat na Institut Fotografie v New Yorku, kde začal také pracovat.
Během pobytu ve Washingtonu pořídil portrét prezidenta Calvina Coolidgeho v Bílém domě. Po smrti svého otce roku 1922 pořídil několik portrétů v ateliéru fotografa Louise Fabiana Bachracha, který pracoval na Páté Avenue a poskytl mu přístup ke klientele.
V roce 1928 se vrátil do Paříže a věnoval se módní fotografii, pracoval pro časopisy jako The Garden, Le Jardin des Modes, Vu, Vogue a Bifur. Během těchto let se seznámil s Magrittem a z roku 1931 pochází jeho nejslavnější obraz s názvem Composition (surimpression). V roce 1933 uskutečnil svou první samostatnou výstavu a setkal se s Brassaïem, André Kertészem a Man Rayem, kterého velmi obdivoval. Jeho práce byla ovlivněna Novým viděním a využitím technik, jako je solarizace (Sabatierův efekt, objevený již v roce 1862, ale o kterém Man Ray tvrdil, že jej vynalezl on), skládání jednotlivých políček filmu podobně jako při chronofotografii a podobné techniky.
V roce 1938 se zúčastnil výstavy Fotografie 1839-1937 v Muzeu moderního umění v New Yorku. Po druhé světové válce se vrátil do Spojených států a pracoval pro Harper's Bazaar a Vogue a také vyučoval fotografii na University of Hudson, odkud odešel v roce 1966.
V roce 1942 fotograf pro Gaumont, doprovázel etnografickou misi Decharma do Afriky a spolupracoval na dokumentárních filmech a fotografiích z Alžírska, Nigeru a Francouzského Súdánu (nyní Mali).
Zemřel v Nice dne 23. února 1984.

## Dílo
Po návratu do Francie založil vlastní fotoateliér v Boulogne-Billancourt. Snažil se definovat svůj čistý fotografický jazyk. Projevil velký zájem o kompozici obrazu, která se mu v jeho práci stala zásadou. Tabard se zaměřil na studium složek fotografie: objekty, jejich tvary, jejich materiál, jejich osvětlení, jejich formální vztahy, a to vše spíše než jejich vzhled.
Podstata jeho příspěvku fotografii, spočívá v teoretii fotografické kompozice: fotograf vytváří obraz, nejde o realitu vnějšího světa. Hodně lpěl na pojmu „umělecká fotografie“ a dokonce i v rámci svých komerčních prací, v módní fotografii a reklamě se snažil být vždy v souladu s pevně danými pravidly.
Jeho obrazy ukazují silný vliv Bauhausu, což se hodně projevilo během pobytu v Německu a měl hodně společného se surrealismem.
Když se kolem roku 1932 seznámil se solarizací a prohloubil si znalosti o této technice, kterou Man Ray nechtěl zveřejnit. Tabard napsal v roce 1933 na toto téma článek do magazínu „Art et Métiers graphiques“ (Grafická umění a řemesla), což byla příčina nesmiřitelného sváru mezi těmito dvěma muži. Man Ray nesnesl, aby jeho vynález byl takto odhalen každému. Naopak Tabardovy výzkumy, ať již formální, nebo technické, byly předmětem mnoha přednášek a konferencí, především v USA.
V pozdních 40. letech působil hlavně v USA. Setkal se s Alexejem Brodovičem, který se ho zeptal, zda by se nepřipojil k prestižnímu týmu fotografů z časopisu Harper's Bazaar jako byli Irving Penn, Richard Avedon a Erwin Blumenfeld. Tabard svůj čas rozděloval mezi práci pro Bazaar a Harper.
Po roce 1960 ve Francii postupně upadl v zapomnění, jeho elegantní design a kompozice ve fotografii, které vybudoval, již ztěžka odrážely názory nových generací fotografů. To se změnilo až roku 1975, kdy došlo k Tabardovu znovuobjevení a dodatečného uznání.